# Корін Тельядо
Корі́н Телья́до (чи Тейядо; ісп. Corín Tellado, María del Socorro Tellado López; *25 квітня 1927 — †11 квітня 2009, Хіхон) — іспанська астурійська письменниця, авторка любовних романів, активна поборниця визнання і права астурійської мови.

## Життєпис
Народилася 25 квітня 1927 року в рибальському селі, виховувалася в школі при жіночому монастирі. Її перша книга, «Зухвале парі» (ісп. Atrevida Apuesta), вийшла в жовтні 1946 року, коли письменниці було всього 19 років. Понад п'ятдесят років (від 1951 року) співпрацювала із жіночим журналом Vanidades.
Любовні романи Тельядо налічують близько чотирьох тисяч видань, які розійшлися накладом в понад 400 мільйонів примірників. У 1994 році письменницю було внесено до «Книги рекордів Гіннеса» як іспаномовного автора з найбільшим об'ємом продажів. 
Розповідаючи про стиль своїх романів, Тейядо пояснювала, що він багато в чому був продиктований цензурою, що діяла при режимі генерала Франко. Письменниця так казала про це:
|  | Деякі романи поверталися з такою кількістю підкреслень, що можна було бачити тільки чорне. Це навчило мене висловлюватися натяками, більше підказувати, ніж показувати. |

Корін Тельядо померла 11 квітня 2009 року, похована в Хіхоні.